# Прудаев, Борис Николаевич
Борис Николаевич Прудаев (10 января 1927 — 21 апреля 2001) — буровой мастер Надымской нефтегазоразведочной экспедиции «Ямалнефтегазгеология» Главтюменьгеологии Министерства геологии РСФСР.

## Биография
Родился 10 января 1927 года в городе Тюмень. Работал токарем в Тюмени.
В 1951—1954 — помощник бурильщика Уватской буровой партии Тюменской геолого-разведывательной экспедиции, в 1954—1957 — помощник бурильщика и бурильщик Берёзовской нефтеразведки. До 1965 года работал в нефтеразведывательных экспедициях в посёлке Игрим.
В 1965—1969 — буровой мастер Ново-Портовской экспедиции глубокого бурения, в 1969—1987 — буровой мастер Надымской нефтегазоразведывательной экспедиции объединения «Ямалнефтегазгеология». Принимал участие в бурении самых глубоких в Западной Сибири поисково-разведывательных скважин, в совершенстве освоив технологию их бурения. При его непосредственном участии открыты Сеяхинское и Ямсовейское газоконденсатные месторождения, газоконденсатные залежи на Песцовой площади. Является первооткрывателем Юбилейного газового месторождения. Участвовал в открытии Пангодинского и Ямбургского месторождений газа.
Указом Президиума Верховного Совета СССР в 1975 году Прудаев Борис Николаевич награждён орденом Трудовой Славы 3-й степени.
За выдающиеся производственные успехи Указом Президиума Верховного Совета СССР в 1979 году Прудаев Борис Николаевич награждён орденом Трудовой Славы 2-й степени.
За большой вклад в открытие новых месторождений газа и нефти Указом Президиума Верховного Совета СССР в 1983 году Прудаев Борис Николаевич награждён орденом Трудовой Славы 1-й степени.
Награждён орденами «Знак Почёта», Трудовой Славы 1-й, 2-й и 3-й степеней, медалями, Почётный гражданин Ямало-Ненецкого автономного округа.